# Valkyrie Profile 2: Silmeria
Valkyrie Profile 2: Silmeria es el segundo juego en la serie Valkyrie Profile, fue desarrollado por tri-Ace y publicado por Square Enix. Se lanzó en Japón el 22 de junio de 2006, en Norteamérica el 26 de septiembre del mismo año y finalmente, en Europa y otras regiones PAL el 7 de septiembre de 2007.

## Modo de juego
De manera opuesta a las opciones Fácil, Normal y Difícil, presentadas en Valkyrie Profile, hay sólo un modo disponible para jugar. Sin embargo, el juego se vuelve más difícil cada vez que se completa. Los capítulos existen, pero los periodos no son usados, y el jugador no está bajo un límite de tiempo como en el juego original.
La exploración de los calabozos se realiza en un entorno 2D, similar a Valkyrie Profile. Alicia es el único personaje visible, y es capaz de saltar, atacar con su espada y disparar fotones. Los fotones pueden rebotar en el piso y paredes, y son capaces de congelar a los enemigos y objetos temporalmente, volviéndolos cristales, que se usan para resolver muchos acertijos. Los enemigos son visibles, y atacarlos le permite a Alicia realizar el primer movimiento en combate, con una barra de AP llena. Alicia también puede entrar en combate con un enemigo, simplemente por entrar en contacto con él, en este caso existe la posibilidad de que el jugador esté en desventaja y empiece con una barra vacía de AP.

## Sistema de Combate
El combate se realiza en un campo de batalla 3D y en tiempo real, utilizando el sistema de batalla Advanced Tactical Combination (ATC) (Combinación Táctica Avanzada). La batalla incorpora el uso de Attack Points (AP) (Puntos de Ataque) los cuales son necesarios para actuar en la batalla. Los puntos son consumidos al atacar e ir de prisa, y se obtienen derrotando enemigos, siendo atacados, pulsar L3, o simplemente caminar mientras pasa el tiempo.
El tiempo solo fluye cuando el jugador se mueve, dándole tiempo para detenerse y planear dónde el o ella se moverá a continuación y donde las unidades enemigas pueden atacar. Una vez que ocurre un ataque, la pantalla se acerca al grupo, permitiéndole al jugador coordinar sus ataques o defensa, similar al sistema de combate en Valkyrie Profile. El grupo también puede realizar un Asalto al líder, en el cual, destruir el líder enemigo hará que los otros se retiren, finalizando la batalla rápidamente.
Los personajes tienen múltiples ataques y se pueden asignar tres para usar en batalla. Encadenar los ataques aumenta la Barra de Calor. Cuando la Barra de Calor llega a 100% en un turno, los personajes pueden realizar sus ataques especiales, Soul Crash para guerreros o Great Magic para magos (el equivalente de Purificación de almas extrañas en Valkyrie Profile), los cuales causan gran daño y recuperan Barra de Calor, posiblemente permitiendo que otro personaje use su Soul Crush o Great Magic. No hay tiempo de carga, permitiendo a los personajes usar sus ataques especiales cada turno siempre que carguen la Barra de Calor hasta 100 cada vez, además algunas armas habilitan nuevas Great Magic y algunos eventos en la historia harán que nuestros protagonistas cambien de Soul Crush (cambia la secuencia mas no el nombre). Un concepto nuevo es el de romper partes del enemigo. Ataques diferentes golpean partes diferentes del enemigo, y por consiguiente afectan la cantidad de daño infligida al enemigo. Una vez que una parte de un enemigo ha recibido daño suficiente, esta se puede romper. Cuando una parte de un enemigo se rompe, el jugador puede entrar en Break Mode, en el cual los personajes tienen ilimitado AP para atacar por un corto período. Partes de monstruos pueden ser equipables como accesorios o materiales en bruto que se utilizan para vender al herrero y permitir la creación de nuevas armas, armaduras u otros objetos.
Con un segundo control, otro jugador puede controlar uno o más miembros del grupo.

## Historia
La historia comienza cien años antes de la época de Lenneth, la legendaria Dama de la Batalla. La valkiria Silmeria es encargada por Odín para recolectar almas de los caídos en batalla. Ella lo hace fielmente hasta que un incidente relacionado con Brahms, el señor de los muertos, la hace dudar, y al final, rebelarse contra la ley de Odín.
Reconociendo el riesgo presentado por esta insurrección, Odín transmigra el alma de Silmeria e invoca la siguiente Valkiria en su lugar. Pero el Sovereign's Rite, el conjuro divino usado para sellar el alma durmiente de una Valkiria dentro de un recipiente mortal, no está completado. Silmeria se despierta dentro del cuerpo de Alicia, una joven princesa de Dipan.
Nada está como debería estar. Las almas de las Valkirias se supone que deben estar en letargo en sus prisiones mortales, y el Señor Odín no puede permitir que alguien desafíe su palabra en la lujuria de la consciencia. Un día, Odín descubrirá que la valkiria traidora vive, y él traerá un gran castigo sobre ella.
Alicia/Silmeria, quien fue creída loca y encerrada en un castillo por su padre, conoce el inminente riesgo a Dipan y trata de escapar. La Valkiria Hrist, enviada por Odín para recuperar a Silmeria, intenta detenerla, pero Alicia/Silmeria, logra escapar.

## Personajes
Hay varios personajes principales que no pueden ser liberados en Valkyrie Profile 2: Alicia, Rufus, Dylan/Brahms, Lezard, Arngrim, Leone/Hrist, Lenneth, Silmeria y Freya. Sin embargo, la mayoría de ellos se unen y dejan el grupo, algunas veces permanentemente en diferentes puntos del juego, mientras que Freya solo está disponible una vez que se derrota en la parte opcional Seraphic Gate.
Alicia, princesa de Dipan, es la protagonista principal en Valkyrie Profile 2 y contenedora mortal principal para el alma de Silmeria. Alicia, ha oído la voz de Silmeria toda su vida y aprendido mucho de lo que Silmeria sabe, lo que es inusual para el contenedor mortal de una Valkiria. Silmeria puede tomar control del cuerpo de Alicia cuando sea necesario, pero usualmente deja a Alicia en control y en lugar de esto, le dice que hacer.
Otros personajes pueden algunas veces detectar el cambio entre Alicia y Silmeria por sus voces y forma de actuar (Alicia es más tímida, Silmeria más enérgica).
Hrist es la Valkiria durante el período de Valkyrie Profile 2. Es fielmente leal a las órdenes de Odín, los cuales incluyen el castigo a Dipan por desobedecerle. Esto la coloca en un conflicto con Alicia, quien, a pesar de ser exiliada, no desea ver su hogar y familia destruida.
Einherjar: Cuando Silmeria está presente, Alicia puede materializar sus einherjar, y muchos de los personajes jugables son
del pasado de Silmeria actuando como una valkiria en Midgard. Alicia debe tocar un artefacto asociado con un einherjar para poder re-materializarlos. A diferencia del primer juego, los einherjar no tienen escenas de su pasado o motivos. Son simplemente reclutados y no tienen mayor influencia en la historia y no aparecen en las escenas principales de la historia. Sin embargo, colocar ciertas combinaciones de einherjar en el grupo, resultará en conversaciones entre ellos durante batallas al azar, como por ejemplo tener a Celes y Phyress (hermanas) en el mismo grupo.

## Voces

### Versión japonesa
- Ayako Kawasumi: Silmeria
- Akiko Yajima: Alicia
- Yuichi Nakamura: Rufus
- Kenji Nomura: Brahms/Dylan
- Takehito Koyasu: Lezard Valeth
- Hiroki Touchi: Aluze
- Atsuko Tanaka: Ahly/Leone
- Yumi Touma: Lenneth
- Maria Kawamura: Frei
- Shuichi Ikeda: Odin
- Jouji Nakata: Adonis, Alm, Barbarossa, Ehrde, Falx, Woltar
- Hiroshi Kamiya: Dallas, Kraad, Masato, Roland, Seluvia, Xehnon
- Tomomichi Nishimura: Walther
- Haruo Satou: Gyne
- Mami Horikoshi: Roussalier
- Touko Aoyama: Ull
- Dai Matsumoto: Heimdall
- Taiten Kusunoki: Gabriel Celesta, Aaron, Dyn, Farant, Psoron, Zunde
- Takako Honda: Iseria Queen, Arcana, Celes, Sophalla, Tyrith

### Versión en inglés
Solo un miembro (Megan Hollingshead) repitió su papel de Valkyrie Profile.
- Jennifer Sekiguchi: Silmeria Valkyrie
- Michelle Ruff: Alicia
- Talis Axelrod: Rufus, Gyne
- Patrick Seitz: Dylan/Brahms
- Liam O'Brien: Lezard Valeth
- Dameon Clarke: Arngrim
- Tara Platt: Hrist Valkyrie/Leone
- Megan Hollingshead: Lenneth Valkyrie
- Kirsten Potter: Freya
- Arthur Russell: Odin
- Stephen Martello: Barbarossa, Heimdall
- Yuri Lowenthal: Dallas, Ull
- Michael McConnohie: Arectaris, Walther
- Victoria Harwood: Ethereal Queen, Roussalier
- Johnny Yong Bosch: Kraad, Masato, Roland, Seluvia, Xehnon
- Chris Kent: Ehlen, Gerald, Guilm, Khanon, Mithra
- Travis Willingham: Gabriel Celeste, Adonis, Aegis, Alm, Ehrde, Falx, Woltar
- Kyle Hebert: Aaron, Dyn, Farant, Psoron, Zunde
- Kirsty Pape: Jessica, Lylia, Millidia, Richelle, Sylphide
- Gina Grad: Arcana, Celes, Sophalla, Tyrith
- Erika Weinstein: Atrasia, Circe, Fraudir, Lydia, Rasheeka
- Hunter MacKenzie Austin: Chrystie, Crescent, Lwyn, Phyress, Sha-kon
- Carrie Savage: Dirna Hamilton
- Melodee Spevack: Lady Cleo
- Jonathan Klein: cliente enfadado en Solde Harbor